# Gewinnbarkeit
Als Gewinnbarkeit bezeichnet man im Bergbau den Widerstand, den ein Mineral oder das Gebirge den Gewinnungsarbeiten entgegensetzt. Dabei nimmt die Gewinnbarkeit der Massen mit zunehmender Festigkeit des Gesteins ab. Die Gewinnbarkeit hat einen Einfluss auf die Stellung des Gedinges der Bergleute.

## Grundlagen
Jede mineralische Masse setzt dem mechanischen Herauslösen aus dem Gebirgsverband einen mehr oder minder großen Widerstand entgegen. Dieser Widerstand wird im Wesentlichen durch die Härte des Minerals und den Zusammenhalt im Gebirgsverband beeinflusst. Dabei ist die Härte des Minerals bzw. der Gebirgsart der Widerstand, den das Mineral dem Eindringen eines scharfen oder spitzen Gezähes entgegensetzt. Der Zusammenhalt des Gebirges ist der Widerstand, den ein Gesteinsstück bei der Loslösung aus dem Gebirgsverband leistet. Beeinflusst wird der Zusammenhalt besonders durch die Elastizität des Minerals und seiner Zerklüftung. Dabei wird der Zusammenhalt des Minerals weniger von seiner Härte, als von der Schichtung des Minerals und der vorhandenen Absonderungsflächen sowie seiner Spaltbarkeit geprägt.

## Grade der Gewinnbarkeit
Von dem Freiberger Mineralogen Abraham Gottlob Werner wurde eine Einteilung der Fossilien nach ihrer jeweiligen Gewinnbarkeit erstellt. Die Einteilung erfolgt in den fünf Klassen: Rollig – mild – gebräch – fest – höchstfest.
Als „rollig“ bezeichnet man Massen, die keinen eigentlichen oder nur einen sehr geringen Zusammenhang zwischen den einzelnen Teilen besitzen. Solche Massen sind nur im geringen Maße von selbst stehend und durch geringen Kraftaufwand zu bewegen. Zu den rolligen Massen zählen Sand, Geröll und auch bereits gewonnene Fossilien, wie Erze, Kohle oder Berge.
Als „mild“ bezeichnet man Gestein, welches leicht zu zermalmen ist. Solche Gesteine verlieren ihren Zusammenhang jedoch nicht aufgrund ihres Eigengewichtes. Zu den milden Massen gehören das Steinsalz, der Schieferton, der Dachschiefer, die Kreide, der Dolithenkalk, der Mergel und der Gips, des Weiteren Trümmergesteine, die durch kalkiges oder okriges Bindemittel verbunden sind. Außerdem gehören zu den milden Massen die Steinkohle und der Lehm.
Als „gebräch“ bezeichnet man Gestein, das von ziemlicher Festigkeit ist. Dieses Gestein hat einen dichten und geschmeidigen Bruch. Solches Gestein wird auch als „schneidig“ bezeichnet. Gebrächiges Gestein widersteht weitestgehend dem Zermalmen. Zu den gebrächigen Gesteinen zählen Serpentin, Marmor und erzführende Gesteine.
Als „fest“ bezeichnet man den Grad der Gewinnbarkeit, den Mineralien besitzen, die sich nur mit großer Mühe gewinnen lassen. Festes Gestein wirft beim Aufschlag mit einem stählernen Gezähe Funken. Zu den festen Gesteinen gehören Magneteisenstein, dichter Brauneisenstein, Kupferkies, Granit, Basalt und alle Erze, die in Gangmassen von Quarz und Hornblende brechen. Außerdem zählen zu den festen Gesteinen die Grauwacke, der Kalkstein und der Sandstein.
Als „höchstfest“ werden Gesteine bezeichnet, die der Bearbeitung den größten Widerstand entgegensetzen. Zu den sehr festen Gesteinen gehören Schwefelkies, Quarz und kieselige Konglomerate, außerdem sehr quarzreiche Granite und Porphyre.

## Auswirkung auf die Gewinnung
Der Grad der Gewinnbarkeit eines Minerals oder Fossils hat einen großen Einfluss auf die Art der Gewinnungsarbeit. Des Weiteren wird dadurch auch die Wahl und der Einsatz des jeweiligen Gezähes und weiterer Hilfsmittel beeinflusst. Rollige Massen lassen sich mittels Schaufel und Kratze bearbeiten. Für die Gewinnung von milden Massen werden bereits andere Werkzeuge benötigt. Diese Massen lassen sich mit der Keilhaue, dem Fäustel, dem Bergeisen und der Brechstange bearbeiten. Für die Gewinnung brächiger Gesteine ist meistens die Keilhaue ausreichend. Aber auch das bei der Gewinnung von mildem Gestein eingesetzte Gezähe kann zur Verwendung kommen. In einigen Ausnahmefällen ist es erforderlich, Sprengarbeit anzuwenden. Festes und sehr festes Gestein lässt sich nur mittels Bohr- und Sprengarbeit aus dem Gebirgsverband lösen. Im frühen Bergbau wurde bei der Gewinnung von sehr festen Gesteinen das Feuersetzen eingesetzt.